# Anthony Yarde
Anthony Yarde (* 13. August 1991 in London Borough of Hackney, London, England) ist ein britischer Profiboxer im Halbschwergewicht. Der Normalausleger wird von Babatunde Ajayi trainiert und von Frank Warren promotet.

## Amateurkarriere
Yarde begann erst im Alter von 19 Jahren mit dem Boxen. Er absolvierte bei den Amateuren insgesamt nur 12 Kämpfe, von denen er 11 durch Knockout gewann und einen verlor.
Im Jahre 2013 errang er den Haringey Cup.

## Profikarriere
Am 9. Mai des Jahres 2015 debütierte Yarde mit einem Sieg durch klassischen K. o. in Runde 2 gegen Mitch Mitchell.
Am 20. Mai 2017 gewann er den Southern-Area-Gürtel des Verbandes British Boxing Board of Control (kurz BBBofC), als er Chris Hobbs durch T.K.o. in der 4. Runde schlug. Im Juli desselben Jahres wurde er mit einem K.-o.-Sieg in der 1. Runde über Richard Baranyi Europameister der WBO. Nur gut zwei Monate später verteidigte er jenen Titel in einem Fight gegen Norbert Nemesapati vorzeitig in Runde 3. Dieser Sieg brachte ihm zusätzlich den vakanten WBO-Intercontinental-Titel ein. Beide Gürtel verteidigte er in Kämpfen gegen Nikola Sjekloća und Tony Averlant jeweils durch Knockout.
Seine erste Niederlage als Profi erlitt er am 24. August 2019 gegen Sergei Kowaljow nach K.O. in der 11. Runde.